# Chindongo demasoni
Pseudotropheus demasoni (псевдотрофеус демасоні) — вид риб родини цихлових. У природних умовах є ендеміком озера Малаві. Популярна акваріумна риба.

## Зовнішній вигляд
Має типовий для цихлід групи Мбуна витягнуту торпедоподібну форму тіла. Розміри від 6,5 до 7,5 см завдовжки. Забарвлення являє собою смуги темно-синього, блакитного забарвлення і майже чорного кольору, що чергуються. Наявні шість темних і п'ять світлих смуг, починаючи від темної смуги за зябровою кришкою та закінчуючи темною смугою біля основи хвостового плавця. На голові три блакитні смуги, що чергуються з двома чорними, одна з яких проходить між очима, а друга проходить через лоб та з'єднується з першою чорною смугою тулуба. Спинний та анальний плавці мають по краю тонку світло-блакитну смугу, що відтіняється більш темним забарвленням. Часто плутають з видом Chindongo minutus, проте у останнього темні смуги менш виражені та не доходять до хвоста.
Статевий диморфізм майже не виражений. У самців розвивається більш довгий анальний плавець та добре виражені плями на ньому.

## Поширення та умови існування
Псевдотрофеус демасоні — ендемік озера Малаві. Мешкає біля прибережних скель та кам'янистих осипів берегів озера на глибині 3-4 м на території Танзанії.

## Утримання в акваріумі
Не дивлячись на те, що вид був вперше описаний у 1994 році, риба швидко завоювала популярність серед акваріумістів. Мінімальний об'єм акваріума має бути 100 літрів. Оптимальний розмір від 200 л на невелику групу. Параметри води: температура 24-28 °C, кислотність (pH) 7,6-8,6, твердість (dH) 10-18. Потрібна хороша аерація та фільтрація води. Досить чутливі до якості води, тому потрібна заміна щотижня до 15% об'єму, оскільки у воді з високим рівнем рН аміак та інші азотисті сполуки стають більш токсичними. Як ґрунт підійде пісок або коралова крошка.
Утримують групами не менше 12 особин щоб розпорошити агресію домінуючих самців по відношенню до самок та інших самців. Співвідношення риб в акваріумі має бути 5 самок на 1 самця. Самці територіальні та агресивні, часто конфліктують між собою. Тому рекомендують в акваріумі створити кам'янистий рельєф з печерами і нішами серед каміння, щоб розмежувати територію та знизити агресію риб.
Як сусідів необхідно обирати види, які не мають подібного забарвлення.

## Живлення
Всеїдні, але живляться переважно водоростями, що ростуть на каміннях, разом із тому їхній корм в акваріумі повинен містити велику кількість спіруліни, але добавка тваринної їжі обов'язкова.

## Розмноження
Статева зрілість настає в 6 місяців. Псевдотрофеус демасоні належить до видів, які інкубують ікру в роті. Самка виношує в роті до 15 ікринок. Мальки вилуплюються через 7 днів. Іще через два тижні починають самостійне життя.

## Охорона
Псевдотрофеус демасоні належить до уразливих видів за критеріями МСОП. Головною загрозою є мешкання цих риб в обмеженому районі.